# San Damiano d'Asti
San Damiano d'Asti é uma comuna italiana da região do Piemonte, província de Asti, com cerca de 10.165 habitantes. Estende-se por uma área de 48 km², tendo uma densidade populacional de 195 hab/km². Faz fronteira com Antignano, Asti, Canale (CN), Cantarana, Celle Enomondo, Cisterna d'Asti, Ferrere, Govone (CN), Priocca (CN), San Martino Alfieri, Tigliole.

## Demografia
| Variação demográfica do município entre 1861 e 2011                               |
|                                                                                   |
| Fonte: Istituto Nazionale di Statistica (ISTAT) - Elaboração gráfica da Wikipedia |